# Ski Tour Kanada 2016

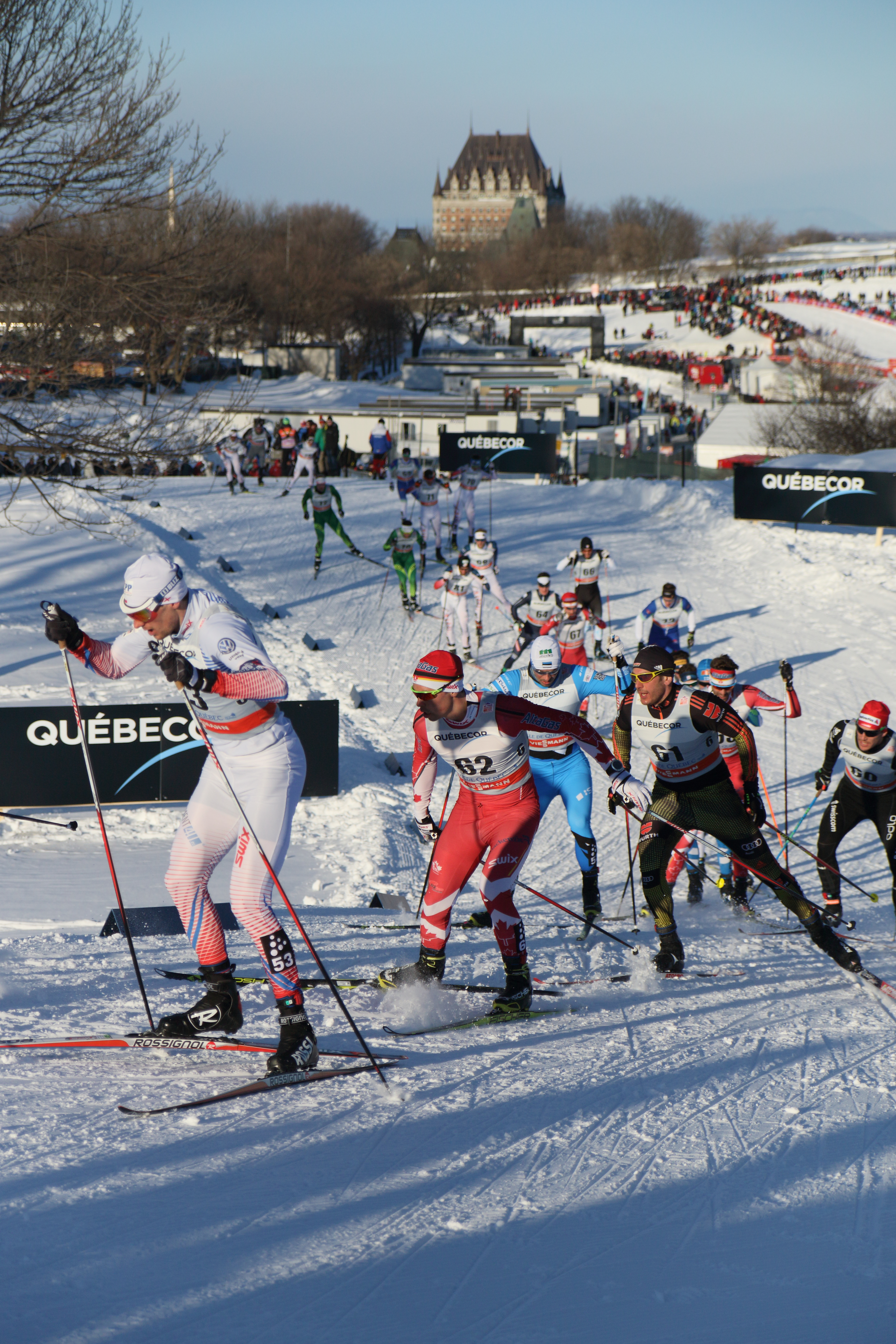

Ski Tour Kanada 2016 – pierwsza edycja cyklu Ski Tour Kanada, która odbyła się w dniach 1–12 marca 2016 na terytorium Kanady. Zawody zaliczane były do klasyfikacji generalnej Pucharu Świata.

## Klasyfikacja generalna

### Kobiety
| Miejsce | Imię i nazwisko          | Narodowość        | Gatineau Msc./Pkt | Montreal Msc./Pkt | Quebec Msc./Pkt | Québec Msc./Pkt | Canmore Msc./Pkt | Canmore Msc./Pkt | Canmore Msc./Pkt | Canmore Msc./Pkt | Czas        | Tour-Punkty | PŚ-punkty razem |
| ------- | ------------------------ | ----------------- | ----------------- | ----------------- | --------------- | --------------- | ---------------- | ---------------- | ---------------- | ---------------- | ----------- | ----------- | --------------- |
| 1       | Therese Johaug           | Norwegia          | 25/6 p.           | 1/50 p.           | 18/13 p.        | 2/46 p.         | 16/15 p.         | 2/46 p.          | 6/34 p.          | 2/46 p.          | 2:40:52,0 h | 400         | 656             |
| 2.      | Heidi Weng               | Norwegia          | 4/40 p.           | 2/46 p.           | 3/43 p.         | 1/50 p.         | 17/14 p.         | 1/50 p.          | 2/46 p.          | 25/6 p.          | +1:07,8 min | 320         | 615             |
| 3.      | Ingvild Flugstad Østberg | Norwegia          | 5/37 p.           | 6/34 p.           | 4/40 p.         | 6/34 p.         | 3/43 p.          | 6/34 p.          | 1/50 p.          | 20/11 p.         | +2:13,3 min | 240         | 523             |
| 4.      | Krista Pärmäkoski        | Finlandia         | 12/22 p.          | 10/26 p.          | 12/22 p.        | 8/30 p.         | 4/40 p.          | 4/40 p.          | 3/43 p.          | 1/50 p.          | +2:56,2 min | 200         | 473             |
| 5.      | Jessica Diggins          | Stany Zjednoczone | 3/43 p.           | 8/30 p.           | 13/20 p.        | 5/37 p.         | 6/34 p.          | 11/24 p.         | 5/37 p.          | 3/43 p.          | +3:08,5 min | 180         | 448             |
| 6.      | Astrid Jacobsen          | Norwegia          | 16/15 p.          | 3/43 p.           | 5/37 p.         | 3/43 p.         | 2/46 p.          | 3/43 p.          | 12/22 p.         | 36/0 p.          | +4:12,0 min | 160         | 409             |
| 7.      | Kerttu Niskanen          | Finlandia         | 22/9 p.           | 7/32 p.           | 19/12 p.        | 12/22 p.        | 13/20 p.         | 7/32 p.          | 8/30 p.          | 4/40 p.          | +5:20,5 min | 144         | 341             |
| 8.      | Anne Kyllönen            | Finlandia         | 27/4 p.           | 9/28 p.           | 35/0 p.         | 15/16 p.        | 5/37 p.          | 5/37 p.          | 10/26 p.         | 5/37 p.          | +5:34,8 min | 128         | 313             |
| 9.      | Justyna Kowalczyk        | Polska            | 51/0 p.           | 5/37 p.           | 31/0 p.         | 17/14 p.        | 7/32 p.          | 13/20 p.         | 15/16 p.         | 6/34 p.          | +6:55,7 min | 116         | 269             |
| 10.     | Maiken Caspersen Falla   | Norwegia          | 1/50 p.           | 4/40 p.           | 2/46 p.         | 4/40 p.         | 1/50 p.          | 19/12 p.         | 18/13 p.         | 34/0 p.          | +7:07,8 min | 104         | 355             |

### Mężczyźni
| Miejsce | Imię i nazwisko        | Narodowość | Gatineau Msc./Pkt | Montreal Msc./Pkt | Quebec Msc./Pkt | Québec Msc./Pkt | Canmore Msc./Pkt | Canmore Msc./Pkt | Canmore Msc./Pkt | Canmore Msc./Pkt | Czas        | Tour-Punkty | PŚ-punkty razem |
| ------- | ---------------------- | ---------- | ----------------- | ----------------- | --------------- | --------------- | ---------------- | ---------------- | ---------------- | ---------------- | ----------- | ----------- | --------------- |
| 1       | Martin Johnsrud Sundby | Norwegia   | 21/10 p.          | 4/40 p.           | 13/20 p.        | 5/37 p.         | 4/40 p.          | 1/50 p.          | 6/34 p.          | 3/43 p.          | 4:06:35,2 h | 400         | 674             |
| 2.      | Siergiej Ustiugow      | Rosja      | 1/50 p.           | 3/43 p.           | 3/43 p.         | 1/50 p.         | 9/28 p.          | 2/46 p.          | 12/22 p.         | 32/0 p.          | +57,7 s     | 320         | 602             |
| 3.      | Petter Northug         | Norwegia   | 6/34 p.           | 2/46 p.           | 4/40 p.         | 2/46 p.         | 6/34 p.          | 11/24 p.         | 8/30 p.          | 40/0 p.          | +1:52,5 min | 240         | 494             |
| 4.      | Maurice Manificat      | Francja    | 33/0 p.           | 12/22 p.          | 36/0 p.         | 13/20 p.        | 3/43 p.          | 8/30 p.          | 13/20 p.         | 1/50 p.          | +2:18,4 min | 200         | 385             |
| 5.      | Alex Harvey            | Kanada     | 11/24 p.          | 9/28 p.           | 2/46 p.         | 4/40 p.         | 21/10 p.         | 7/32 p.          | 4/40 p.          | 31/0 p.          | +2:53,9 min | 180         | 400             |
| 6.      | Matti Heikkinen        | Finlandia  | 62/0 p.           | 26/5 p.           | 35/0 p.         | 23/8 p.         | 51/0 p.          | 3/43 p.          | 1/50 p.          | 2/46 p.          | +3:06,8 min | 160         | 312             |
| 7.      | Emil Iversen           | Norwegia   | 8/30 p.           | 1/50 p.           | 11/24 p.        | 3/43 p.         | 7/32 p.          | 17/14 p.         | 27/4 p.          | 28/3 p.          | +4:12,7 min | 144         | 344             |
| 8.      | Hans Christer Holund   | Norwegia   | 43/0 p.           | 8/30 p.           | 22/9 p.         | 12/22 p.        | 28/3 p.          | 6/34 p.          | 9/28 p.          | 33/0 p.          | +5:14,3 min | 128         | 254             |
| 9.      | Finn Hågen Krogh       | Norwegia   | 4/40 p.           | 11/24 p.          | 26/5 p.         | 6/34 p.         | 5/37 p.          | 4/40 p.          | 7/32 p.          | 42/0 p.          | +5:23,7 min | 116         | 328             |
| 10.     | Marcus Hellner         | Szwecja    | 35/0 p.           | 25/6 p.           | 24/7 p.         | 17/14 p.        | 20/11 p.         | 12/22 p.         | 3/43 p.          | 29/2 p.          | +6:01,3 min | 104         | 209             |

## Program zawodów
| Dzień    | Miejsce  | Konkurencja                                   | Początek  | Liczba uczestników |
| -------- | -------- | --------------------------------------------- | --------- | ------------------ |
| 1 marca  | Gatineau | Sprint kobiet s. dowolnym                     | 19:45 CET | 72                 |
| 1 marca  | Gatineau | Sprint mężczyzn s. dowolnym                   | 19:45 CET | 86                 |
| 2 marca  | Montreal | 10,5 km kobiet s. klasycznym (start masowy)   | 18:00 CET | 72                 |
| 2 marca  | Montreal | 17,5 km mężczyzn s. klasycznym (start masowy) | 20:30 CET | 84                 |
| 4 marca  | Quebec   | Sprint kobiet s. dowolnym                     | 21:30 CET | 69                 |
| 4 marca  | Quebec   | Sprint mężczyzn s. dowolnym                   | 21:30 CET | 83                 |
| 5 marca  | Quebec   | 10 km kobiet s. dowolnym (bieg pościgowy)     | 21:00 CET | 67                 |
| 5 marca  | Quebec   | 15 km mężczyzn s. dowolnym (bieg pościgowy)   | 22:00 CET | 83                 |
| 8 marca  | Canmore  | Sprint kobiet s. klasycznym                   | 21:00 CET | 62                 |
| 8 marca  | Canmore  | Sprint mężczyzn s. klasycznym                 | 21:00 CET | 83                 |
| 9 marca  | Canmore  | 15 km kobiet bieg łączony                     | 18:00 CET | 56                 |
| 9 marca  | Canmore  | 30 km mężczyzn bieg łączony                   | 20:30 CET | 70                 |
| 11 marca | Canmore  | 10 km kobiet s. dowolnym                      | 17:45 CET | 53                 |
| 11 marca | Canmore  | 15 km mężczyzn s. dowolnym                    | 21:00 CET | 53                 |
| 12 marca | Canmore  | 10 km kobiet s. klasycznym (bieg pościgowy)   | 21:00 CET | 49                 |
| 12 marca | Canmore  | 15 km mężczyzn s. klasycznym (bieg pościgowy) | 22:00 CET | 51                 |

## Czołówki zawodów

### Kobiety
| Lp. | Data          | Miejscowość | Dystans                              | 1. miejsce               | 2. miejsce             | 3. miejsce               |
| --- | ------------- | ----------- | ------------------------------------ | ------------------------ | ---------------------- | ------------------------ |
| 1.  | 1 marca 2016  | Gatineau    | Sprint s. dowolnym                   | Maiken Caspersen Falla   | Stina Nilsson          | Jessica Diggins          |
| 2.  | 2 marca 2016  | Montreal    | 10,5 km s. klasycznym (start masowy) | Therese Johaug           | Heidi Weng             | Astrid Jacobsen          |
| 3.  | 4 marca 2016  | Quebec      | Sprint s. dowolnym                   | Stina Nilsson            | Maiken Caspersen Falla | Heidi Weng               |
| 4.  | 5 marca 2016  | Quebec      | 10 km s. dowolnym (bieg pościgowy)   | Heidi Weng               | Therese Johaug         | Astrid Jacobsen          |
| 5.  | 8 marca 2016  | Canmore     | Sprint s. klasycznym                 | Maiken Caspersen Falla   | Astrid Jacobsen        | Ingvild Flugstad Østberg |
| 6.  | 9 marca 2016  | Canmore     | 15 km bieg łączony                   | Heidi Weng               | Therese Johaug         | Astrid Jacobsen          |
| 7.  | 11 marca 2016 | Canmore     | 10 km s. dowolnym                    | Ingvild Flugstad Østberg | Heidi Weng             | Krista Pärmäkoski        |
| 8.  | 12 marca 2016 | Canmore     | 10 km s. klasycznym (bieg pościgowy) | Krista Pärmäkoski        | Therese Johaug         | Jessica Diggins          |

### Mężczyźni
| Lp. | Data          | Miejscowość | Dystans                              | 1. miejsce             | 2. miejsce        | 3. miejsce             |
| --- | ------------- | ----------- | ------------------------------------ | ---------------------- | ----------------- | ---------------------- |
| 1.  | 1 marca 2016  | Gatineau    | Sprint s. dowolnym                   | Siergiej Ustiugow      | Richard Jouve     | Simeon Hamilton        |
| 2.  | 2 marca 2016  | Montreal    | 17,5 km s. klasycznym (start masowy) | Emil Iversen           | Petter Northug    | Siergiej Ustiugow      |
| 3.  | 4 marca 2016  | Quebec      | Sprint s. dowolnym                   | Baptiste Gros          | Alex Harvey       | Siergiej Ustiugow      |
| 4.  | 5 marca 2016  | Quebec      | 15 km s. dowolnym (bieg pościgowy)   | Siergiej Ustiugow      | Petter Northug    | Emil Iversen           |
| 5.  | 8 marca 2016  | Canmore     | Sprint s. klasycznym                 | Federico Pellegrino    | Eirik Brandsdal   | Maurice Manificat      |
| 6.  | 9 marca 2016  | Canmore     | 30 km bieg łączony                   | Martin Johnsrud Sundby | Siergiej Ustiugow | Matti Heikkinen        |
| 7.  | 11 marca 2016 | Canmore     | 15 km s. dowolnym                    | Matti Heikkinen        | Jewgienij Biełow  | Marcus Hellner         |
| 8.  | 12 marca 2016 | Canmore     | 15 km s. klasycznym (bieg pościgowy) | Maurice Manificat      | Matti Heikkinen   | Martin Johnsrud Sundby |

## Kobiety

### Sprint s. dowolnym
1 marca 2016
 Gatineau
| Poz.      | Zawodniczka              | Reprezentacja     | Czas    |
| --------- | ------------------------ | ----------------- | ------- |
| 1.        | Maiken Caspersen Falla   | Norwegia          | 3:34,00 |
| 2.        | Stina Nilsson            | Szwecja           | +0,73   |
| 3.        | Jessica Diggins          | Stany Zjednoczone | +0,87   |
| 4.        | Heidi Weng               | Norwegia          | +1,20   |
| 5.        | Ingvild Flugstad Østberg | Norwegia          | +1,30   |
| 6.        | Ida Ingemarsdotter       | Szwecja           | +1,60   |
| Półfinały |                          |                   |         |
| 7.        | Vesna Fabjan             | Słowenia          | –       |
| 8.        | Charlotte Kalla          | Szwecja           | –       |
| 9.        | Sandra Ringwald          | Niemcy            | –       |
| 10.       | Hanna Kolb               | Niemcy            | –       |
| 11.       | Petra Nováková           | Czechy            | –       |
| 12.       | Krista Pärmäkoski        | Finlandia         | –       |
| ...       |                          |                   |         |
| 51.       | Justyna Kowalczyk        | Polska            | –       |

| Poz. | Zawodniczka              | Reprezentacja     | Czas    |
| ---- | ------------------------ | ----------------- | ------- |
| 1.   | Maiken Caspersen Falla   | Norwegia          | 2:37,8  |
| 2.   | Jessica Diggins          | Stany Zjednoczone | +5,0    |
| 3.   | Stina Nilsson            | Szwecja           | +7,0    |
| 4.   | Ingvild Flugstad Østberg | Norwegia          | +15,0   |
| 5.   | Heidi Weng               | Norwegia          | +15,3   |
| ...  |                          |                   |         |
| 51.  | Justyna Kowalczyk        | Polska            | +1:14,0 |

| Poz. | Zawodniczka            | Reprezentacja     | Punkty |
| ---- | ---------------------- | ----------------- | ------ |
| 1.   | Maiken Caspersen Falla | Norwegia          | 60     |
| 2.   | Stina Nilsson          | Szwecja           | 56     |
| 3.   | Jessica Diggins        | Stany Zjednoczone | 52     |

### 10,5 km s. klasycznym (start masowy)
2 marca 2016
 Montreal
| Poz. | Zawodniczka              | Reprezentacja     | Czas    |
| ---- | ------------------------ | ----------------- | ------- |
| 1.   | Therese Johaug           | Norwegia          | 30:05,6 |
| 2.   | Heidi Weng               | Norwegia          | +1:00,3 |
| 3.   | Astrid Jacobsen          | Norwegia          | +1:09,8 |
| 4.   | Maiken Caspersen Falla   | Norwegia          | +1:42,0 |
| 5.   | Justyna Kowalczyk        | Polska            | +1:42,8 |
| 6.   | Ingvild Flugstad Østberg | Norwegia          | +1:43,0 |
| 7.   | Kerttu Niskanen          | Finlandia         | +1:43,3 |
| 8.   | Jessica Diggins          | Stany Zjednoczone | +1:43,5 |
| 9.   | Anne Kyllönen            | Finlandia         | +1:47,4 |
| 10.  | Krista Pärmäkoski        | Finlandia         | +1:51,0 |

| Poz. | Zawodniczka            | Reprezentacja     | Czas    |
| ---- | ---------------------- | ----------------- | ------- |
| 1.   | Therese Johaug         | Norwegia          | 33:00,2 |
| 2.   | Heidi Weng             | Norwegia          | +26,8   |
| 3.   | Astrid Jacobsen        | Norwegia          | +1:10,8 |
| 4.   | Maiken Caspersen Falla | Norwegia          | +1:14,2 |
| 5.   | Jessica Diggins        | Stany Zjednoczone | +1:23,7 |
| ...  |                        |                   |         |
| 14.  | Justyna Kowalczyk      | Polska            | +2:32,0 |

| Poz. | Zawodniczka              | Reprezentacja | Punkty |
| ---- | ------------------------ | ------------- | ------ |
| 1.   | Heidi Weng               | Norwegia      | 80     |
| 2.   | Maiken Caspersen Falla   | Norwegia      | 71     |
| 3.   | Ingvild Flugstad Østberg | Norwegia      | 60     |
| ...  |                          |               |        |
| 24.  | Justyna Kowalczyk        | Polska        | 8      |

### Sprint s. dowolnym
4 marca 2016
 Quebec
| Poz.      | Zawodniczka              | Reprezentacja     | Czas    |
| --------- | ------------------------ | ----------------- | ------- |
| 1.        | Stina Nilsson            | Szwecja           | 3:37,15 |
| 2.        | Maiken Caspersen Falla   | Norwegia          | +0,11   |
| 3.        | Heidi Weng               | Norwegia          | +0,56   |
| 4.        | Ingvild Flugstad Østberg | Norwegia          | +1,09   |
| 5.        | Astrid Jacobsen          | Norwegia          | +1,57   |
| 6.        | Ida Ingemarsdotter       | Szwecja           | +9,43   |
| Półfinały |                          |                   |         |
| 7.        | Sandra Ringwald          | Niemcy            | –       |
| 8.        | Sadie Maubet Bjornsen    | Stany Zjednoczone | –       |
| 9.        | Hanna Falk               | Szwecja           | –       |
| 10.       | Sophie Caldwell          | Stany Zjednoczone | –       |
| 11.       | Vesna Fabjan             | Słowenia          | –       |
| 12.       | Krista Pärmäkoski        | Finlandia         | –       |
| ...       |                          |                   |         |
| 31.       | Justyna Kowalczyk        | Polska            | –       |

| Poz. | Zawodniczka              | Reprezentacja | Czas    |
| ---- | ------------------------ | ------------- | ------- |
| 1.   | Heidi Weng               | Norwegia      | 36:23,3 |
| 2.   | Therese Johaug           | Norwegia      | +11,8   |
| 3.   | Maiken Caspersen Falla   | Norwegia      | +42,9   |
| 4.   | Astrid Jacobsen          | Norwegia      | +46,5   |
| 5.   | Ingvild Flugstad Østberg | Norwegia      | +57,8   |
| ...  |                          |               |         |
| 13.  | Justyna Kowalczyk        | Polska        | +3:01,5 |

| Poz. | Zawodniczka            | Reprezentacja | Punkty |
| ---- | ---------------------- | ------------- | ------ |
| 1.   | Heidi Weng             | Norwegia      | 132    |
| 2.   | Maiken Caspersen Falla | Norwegia      | 127    |
| 3.   | Stina Nilsson          | Szwecja       | 116    |
| ...  |                        |               |        |
| 28.  | Justyna Kowalczyk      | Polska        | 8      |

### 10 km s. dowolnym (bieg pościgowy)
5 marca 2016
 Quebec
| Poz. | Zawodniczka              | Reprezentacja     | Czas    |
| ---- | ------------------------ | ----------------- | ------- |
| 1.   | Heidi Weng               | Norwegia          | 24:18,8 |
| 2.   | Therese Johaug           | Norwegia          | +0,1    |
| 3.   | Astrid Jacobsen          | Norwegia          | +1:05,2 |
| 4.   | Maiken Caspersen Falla   | Norwegia          | +1:37,6 |
| 5.   | Jessica Diggins          | Stany Zjednoczone | +1:48,1 |
| 6.   | Ingvild Flugstad Østberg | Norwegia          | +1:52,0 |
| 7.   | Stina Nilsson            | Szwecja           | +2:45,4 |
| 8.   | Krista Pärmäkoski        | Finlandia         | +2:45,9 |
| 9.   | Charlotte Kalla          | Szwecja           | +2:49,1 |
| 10.  | Sadie Maubet Bjornsen    | Stany Zjednoczone | +2:49,6 |
| ...  |                          |                   |         |
| 17.  | Justyna Kowalczyk        | Polska            | +4:29,2 |

| Poz. | Zawodniczka            | Reprezentacja     | Czas      |
| ---- | ---------------------- | ----------------- | --------- |
| 1.   | Heidi Weng             | Norwegia          | 1:00:27,1 |
| 2.   | Therese Johaug         | Norwegia          | +5,1      |
| 3.   | Astrid Jacobsen        | Norwegia          | +1:15,2   |
| 4.   | Maiken Caspersen Falla | Norwegia          | +1:52,6   |
| 5.   | Jessica Diggins        | Stany Zjednoczone | +2:03,1   |
| ...  |                        |                   |           |
| 17.  | Justyna Kowalczyk      | Polska            | +4:44,2   |

| Poz. | Zawodniczka            | Reprezentacja | Punkty |
| ---- | ---------------------- | ------------- | ------ |
| 1.   | Heidi Weng             | Norwegia      | 147    |
| 2.   | Maiken Caspersen Falla | Norwegia      | 127    |
| 3.   | Stina Nilsson          | Szwecja       | 116    |
| ...  |                        |               |        |
| 28.  | Justyna Kowalczyk      | Polska        | 8      |

### Sprint s. klasycznym
8 marca 2016
 Canmore
| Poz.      | Zawodniczka              | Reprezentacja     | Czas    |
| --------- | ------------------------ | ----------------- | ------- |
| 1.        | Maiken Caspersen Falla   | Norwegia          | 4:09,26 |
| 2.        | Astrid Jacobsen          | Norwegia          | +7,07   |
| 3.        | Ingvild Flugstad Østberg | Norwegia          | +8,66   |
| 4.        | Krista Pärmäkoski        | Finlandia         | +18,03  |
| 5.        | Anne Kyllönen            | Finlandia         | +19,07  |
| 6.        | Jessica Diggins          | Stany Zjednoczone | +21,96  |
| Półfinały |                          |                   |         |
| 7.        | Justyna Kowalczyk        | Polska            | –       |
| 8.        | Denise Herrmann          | Niemcy            | –       |
| 9.        | Sandra Ringwald          | Niemcy            | –       |
| 10.       | Charlotte Kalla          | Szwecja           | –       |
| 11.       | Sophie Caldwell          | Stany Zjednoczone | –       |
| 12.       | Jennie Öberg             | Szwecja           | –       |

| Poz. | Zawodniczka              | Reprezentacja | Czas      |
| ---- | ------------------------ | ------------- | --------- |
| 1.   | Heidi Weng               | Norwegia      | 1:04:04,5 |
| 2.   | Therese Johaug           | Norwegia      | +3,1      |
| 3.   | Astrid Jacobsen          | Norwegia      | +33,4     |
| 4.   | Maiken Caspersen Falla   | Norwegia      | +1:01,7   |
| 5.   | Ingvild Flugstad Østberg | Norwegia      | +1:19,2   |
| ...  |                          |               |           |
| 13.  | Justyna Kowalczyk        | Polska        | +4:25,2   |

| Poz. | Zawodniczka              | Reprezentacja | Punkty |
| ---- | ------------------------ | ------------- | ------ |
| 1.   | Maiken Caspersen Falla   | Norwegia      | 187    |
| 2.   | Heidi Weng               | Norwegia      | 161    |
| 3.   | Ingvild Flugstad Østberg | Norwegia      | 160    |
| ...  |                          |               |        |
| 17.  | Justyna Kowalczyk        | Polska        | 48     |

### 15 km bieg łączony
9 marca 2016
 Canmore
| Poz. | Zawodniczka              | Reprezentacja | Czas    |
| ---- | ------------------------ | ------------- | ------- |
| 1.   | Heidi Weng               | Norwegia      | 39:41,0 |
| 2.   | Therese Johaug           | Norwegia      | +0,8    |
| 3.   | Astrid Jacobsen          | Norwegia      | +9,8    |
| 4.   | Krista Pärmäkoski        | Finlandia     | +13,4   |
| 5.   | Anne Kyllönen            | Finlandia     | +13,5   |
| 6.   | Ingvild Flugstad Østberg | Norwegia      | +14,2   |
| 7.   | Kerttu Niskanen          | Finlandia     | +14,8   |
| 8.   | Laura Mononen            | Finlandia     | +16,4   |
| 9.   | Nathalie von Siebenthal  | Szwajcaria    | +17,5   |
| 10.  | Kari Øyre Slind          | Norwegia      | +40,7   |
| ...  |                          |               |         |
| 13.  | Justyna Kowalczyk        | Polska        | +46,6   |

| Poz. | Zawodniczka              | Reprezentacja     | Czas      |
| ---- | ------------------------ | ----------------- | --------- |
| 1.   | Heidi Weng               | Norwegia          | 1:43:06,5 |
| 2.   | Therese Johaug           | Norwegia          | +2,9      |
| 3.   | Astrid Jacobsen          | Norwegia          | +1:06,2   |
| 4.   | Ingvild Flugstad Østberg | Norwegia          | +1:52,4   |
| 5.   | Jessica Diggins          | Stany Zjednoczone | +3:00,6   |
| ...  |                          |                   |           |
| 13.  | Justyna Kowalczyk        | Polska            | +5:50,8   |

| Poz. | Zawodniczka              | Reprezentacja | Punkty |
| ---- | ------------------------ | ------------- | ------ |
| 1.   | Heidi Weng               | Norwegia      | 200    |
| 2.   | Maiken Caspersen Falla   | Norwegia      | 187    |
| 3.   | Ingvild Flugstad Østberg | Norwegia      | 180    |
| ...  |                          |               |        |
| 16.  | Justyna Kowalczyk        | Polska        | 48     |

### 10 km s. dowolnym
11 marca 2016
 Canmore
| Poz. | Zawodniczka              | Reprezentacja     | Czas    |
| ---- | ------------------------ | ----------------- | ------- |
| 1.   | Ingvild Flugstad Østberg | Norwegia          | 23:20,1 |
| 2.   | Heidi Weng               | Norwegia          | +23,0   |
| 3.   | Krista Pärmäkoski        | Finlandia         | +24,5   |
| 4.   | Kari Øyre Slind          | Norwegia          | +24,6   |
| 5.   | Jessica Diggins          | Stany Zjednoczone | +32,6   |
| 6.   | Therese Johaug           | Norwegia          | +40,1   |
| 7.   | Teresa Stadlober         | Austria           | +52,2   |
| 8.   | Kerttu Niskanen          | Finlandia         | +53,6   |
| 9.   | Nicole Fessel            | Niemcy            | +54,9   |
| 10.  | Anne Kyllönen            | Finlandia         | +55,1   |
| ...  |                          |                   |         |
| 15.  | Justyna Kowalczyk        | Polska            | +1:21,8 |

| Poz. | Zawodniczka              | Reprezentacja     | Czas      |
| ---- | ------------------------ | ----------------- | --------- |
| 1.   | Heidi Weng               | Norwegia          | 2:06:39,6 |
| 2.   | Therese Johaug           | Norwegia          | +30,0     |
| 3.   | Ingvild Flugstad Østberg | Norwegia          | +1:24,4   |
| 4.   | Astrid Jacobsen          | Norwegia          | +1:57,4   |
| 5.   | Jessica Diggins          | Stany Zjednoczone | +3:20,2   |
| ...  |                          |                   |           |
| 12.  | Justyna Kowalczyk        | Polska            | +6:59,6   |

| Poz. | Zawodniczka              | Reprezentacja | Punkty |
| ---- | ------------------------ | ------------- | ------ |
| 1.   | Heidi Weng               | Norwegia      | 210    |
| 2.   | Ingvild Flugstad Østberg | Norwegia      | 195    |
| 3.   | Maiken Caspersen Falla   | Norwegia      | 187    |
| ...  |                          |               |        |
| 16.  | Justyna Kowalczyk        | Polska        | 48     |

### 10 km s. klasycznym (bieg pościgowy)
12 marca 2016
 Canmore
| Poz. | Zawodniczka                 | Reprezentacja     | Czas    |
| ---- | --------------------------- | ----------------- | ------- |
| 1.   | Krista Pärmäkoski           | Finlandia         | 33:41,8 |
| 2.   | Therese Johaug              | Norwegia          | +0,6    |
| 3.   | Jessica Diggins             | Stany Zjednoczone | +18,9   |
| 4.   | Kerttu Niskanen             | Finlandia         | +25,8   |
| 5.   | Anne Kyllönen               | Finlandia         | +26,5   |
| 6.   | Justyna Kowalczyk           | Polska            | +26,7   |
| 7.   | Nathalie von Siebenthal     | Szwajcaria        | +29,0   |
| 8.   | Virginia De Martin Topranin | Włochy            | +58,3   |
| 9.   | Laura Mononen               | Finlandia         | +1:00,5 |
| 10.  | Alena Procházková           | Słowacja          | +1:06,0 |

| Poz. | Zawodniczka              | Reprezentacja     | Czas      |
| ---- | ------------------------ | ----------------- | --------- |
| 1.   | Therese Johaug           | Norwegia          | 2:40:52,0 |
| 2.   | Heidi Weng               | Norwegia          | +1:07,8   |
| 3.   | Ingvild Flugstad Østberg | Norwegia          | +2:13,3   |
| 4.   | Krista Pärmäkoski        | Finlandia         | +2:56,2   |
| 5.   | Jessica Diggins          | Stany Zjednoczone | +3:08,5   |
| ...  |                          |                   |           |
| 9.   | Justyna Kowalczyk        | Polska            | +6:55,7   |

| Poz. | Zawodniczka              | Reprezentacja | Punkty |
| ---- | ------------------------ | ------------- | ------ |
| 1.   | Heidi Weng               | Norwegia      | 210    |
| 2.   | Ingvild Flugstad Østberg | Norwegia      | 195    |
| 3.   | Maiken Caspersen Falla   | Norwegia      | 187    |
| ...  |                          |               |        |
| 16.  | Justyna Kowalczyk        | Polska        | 48     |

### Nie ukończyły

#### Niewystartowanie w etapie
- Andrea Dupont – III etap
- Marie Corriveau – IV etap
- Stina Nilsson – V etap
- Ida Ingemarsdotter – V etap
- Maria Rydqvist – V etap
- Anamarija Lampič – VI etap
- Jennie Öberg – VI etap
- Elizabeth Stephen – VI etap
- Gaia Vuerich – VI etap
- Nika Razinger – VII etap
- Dahria Beatty – VIII etap

#### Rezygnacje
- Ragnhild Haga – po II etapie
- Lucia Joas – po II etapie
- Laurien Van Der Graaff – po III etapie
- Victoria Carl – po IV etapie
- Mathilde Amivi Petitjean – po IV etapie
- Sophie Caldwell – po V etapie
- Natalja Matwiejewa – po V etapie
- Katherine Stewart-Jones – po VI etapie

#### Nieukończenie etapu
- Alannah MacLean – nie ukończyła VI etapu

#### Przekroczenie limitu czasu
- Jaqueline Mourão – na VII etapie
- Sophie Carrier-Laforte – na VII etapie
- Jennifer Jackson – na VII etapie

## Mężczyźni

### Sprint s. dowolnym
1 marca 2016
 Gatineau
| Poz.      | Zawodnik             | Reprezentacja     | Czas    |
| --------- | -------------------- | ----------------- | ------- |
| 1.        | Siergiej Ustiugow    | Rosja             | 3:09,36 |
| 2.        | Richard Jouve        | Francja           | +0,08   |
| 3.        | Simeon Hamilton      | Stany Zjednoczone | +0,09   |
| 4.        | Finn Hågen Krogh     | Norwegia          | +0,13   |
| 5.        | Ola Vigen Hattestad  | Norwegia          | +0,71   |
| 6.        | Petter Northug       | Norwegia          | +0,72   |
| Półfinały |                      |                   |         |
| 7.        | Teodor Peterson      | Szwecja           | –       |
| 8.        | Emil Iversen         | Norwegia          | –       |
| 9.        | Federico Pellegrino  | Włochy            | –       |
| 10.       | Renaud Jay           | Francja           | –       |
| 11.       | Alex Harvey          | Kanada            | –       |
| 12.       | Sebastian Eisenlauer | Niemcy            | –       |
| ...       |                      |                   |         |
| 23.       | Maciej Staręga       | Polska            | –       |

| Poz. | Zawodnik          | Reprezentacja     | Czas   |
| ---- | ----------------- | ----------------- | ------ |
| 1.   | Siergiej Ustiugow | Rosja             | 2:13,7 |
| 2.   | Simeon Hamilton   | Stany Zjednoczone | +7,7   |
| 3.   | Richard Jouve     | Francja           | +10,7  |
| 4.   | Finn Hågen Krogh  | Norwegia          | +12,9  |
| 5.   | Petter Northug    | Norwegia          | +17,2  |
| ...  |                   |                   |        |
| 24.  | Maciej Staręga    | Polska            | +56,6  |

| Poz. | Zawodniczka       | Reprezentacja     | Punkty |
| ---- | ----------------- | ----------------- | ------ |
| 1.   | Siergiej Ustiugow | Rosja             | 60     |
| 2.   | Richard Jouve     | Francja           | 56     |
| 3.   | Simeon Hamilton   | Stany Zjednoczone | 52     |
| ...  |                   |                   |        |
| 23.  | Maciej Staręga    | Polska            | 8      |

### 17,5 km s. klasycznym (start masowy)
2 marca 2016
 Montreal
| Poz. | Zawodnik               | Reprezentacja | Czas    |
| ---- | ---------------------- | ------------- | ------- |
| 1.   | Emil Iversen           | Norwegia      | 45:05,4 |
| 2.   | Petter Northug         | Norwegia      | +5,3    |
| 3.   | Siergiej Ustiugow      | Rosja         | +14,5   |
| 4.   | Martin Johnsrud Sundby | Norwegia      | +39,8   |
| 5.   | Maksim Wylegżanin      | Rosja         | +51,4   |
| 6.   | Didrik Tønseth         | Norwegia      | +55,2   |
| 7.   | Andriej Łarkow         | Rosja         | +1:07,0 |
| 8.   | Hans Christer Holund   | Norwegia      | +1:15,5 |
| 9.   | Alex Harvey            | Kanada        | +1:16,4 |
| 10.  | Jewgienij Biełow       | Rosja         | +1:18,7 |
| ...  |                        |               |         |
| 45.  | Maciej Staręga         | Polska        | +3:53,7 |

| Poz. | Zawodnik               | Reprezentacja | Czas    |
| ---- | ---------------------- | ------------- | ------- |
| 1.   | Siergiej Ustiugow      | Rosja         | 46:58,6 |
| 2.   | Emil Iversen           | Norwegia      | +6,1    |
| 3.   | Petter Northug         | Norwegia      | +11,0   |
| 4.   | Martin Johnsrud Sundby | Norwegia      | +1:39,3 |
| 5.   | Finn Hågen Krogh       | Norwegia      | +1:41,3 |
| ...  |                        |               |         |
| 43.  | Maciej Staręga         | Polska        | +5:10,8 |

| Poz. | Zawodniczka       | Reprezentacja | Punkty |
| ---- | ----------------- | ------------- | ------ |
| 1.   | Siergiej Ustiugow | Rosja         | 95     |
| 2.   | Emil Iversen      | Norwegia      | 75     |
| 3.   | Petter Northug    | Norwegia      | 74     |
| ...  |                   |               |        |
| 24.  | Maciej Staręga    | Polska        | 8      |

### Sprint s. dowolnym
4 marca 2016
 Quebec
| Poz.      | Zawodnik            | Reprezentacja     | Czas    |
| --------- | ------------------- | ----------------- | ------- |
| 1.        | Baptiste Gros       | Francja           | 3:36,26 |
| 2.        | Alex Harvey         | Kanada            | +0,55   |
| 3.        | Siergiej Ustiugow   | Rosja             | +0,79   |
| 4.        | Petter Northug      | Norwegia          | +1,91   |
| 5.        | Maciej Staręga      | Polska            | +2,12   |
| 6.        | Richard Jouve       | Francja           | +2,18   |
| Półfinały |                     |                   |         |
| 7.        | Bernhard Tritscher  | Austria           | –       |
| 8.        | Simeon Hamilton     | Stany Zjednoczone | –       |
| 9.        | Martti Jylhä        | Finlandia         | –       |
| 10.       | Jesse Cockney       | Kanada            | –       |
| 11.       | Emil Iversen        | Norwegia          | –       |
| 12.       | Ola Vigen Hattestad | Norwegia          | –       |

| Poz. | Zawodnik               | Reprezentacja | Czas    |
| ---- | ---------------------- | ------------- | ------- |
| 1.   | Siergiej Ustiugow      | Rosja         | 49:41,8 |
| 2.   | Petter Northug         | Norwegia      | +16,7   |
| 3.   | Emil Iversen           | Norwegia      | +24,3   |
| 4.   | Alex Harvey            | Kanada        | +1:56,8 |
| 5.   | Martin Johnsrud Sundby | Norwegia      | +2:13,7 |
| ...  |                        |               |         |
| 39.  | Maciej Staręga         | Polska        | +5:23,2 |

| Poz. | Zawodniczka       | Reprezentacja | Punkty |
| ---- | ----------------- | ------------- | ------ |
| 1.   | Siergiej Ustiugow | Rosja         | 147    |
| 2.   | Petter Northug    | Norwegia      | 122    |
| 3.   | Emil Iversen      | Norwegia      | 107    |
| ...  |                   |               |        |
| 11.  | Maciej Staręga    | Polska        | 52     |

### 15 km s. dowolnym (bieg pościgowy)
5 marca 2016
 Quebec
| Poz. | Zawodnik               | Reprezentacja | Czas    |
| ---- | ---------------------- | ------------- | ------- |
| 1.   | Siergiej Ustiugow      | Rosja         | 34:31,8 |
| 2.   | Petter Northug         | Norwegia      | +17,7   |
| 3.   | Emil Iversen           | Norwegia      | +1:02,2 |
| 4.   | Alex Harvey            | Kanada        | +1:49,8 |
| 5.   | Martin Johnsrud Sundby | Norwegia      | +1:50,8 |
| 6.   | Finn Hågen Krogh       | Norwegia      | +3:28,2 |
| 7.   | Maksim Wylegżanin      | Rosja         | +3:29,2 |
| 8.   | Niklas Dyrhaug         | Norwegia      | +3:30,0 |
| 9.   | Bernhard Tritscher     | Austria       | +3:30,2 |
| 10.  | Andriej Łarkow         | Rosja         | +3:31,5 |
| ...  |                        |               |         |
| 51.  | Maciej Staręga         | Polska        | +7:39,9 |

| Poz. | Zawodnik               | Reprezentacja | Czas      |
| ---- | ---------------------- | ------------- | --------- |
| 1.   | Siergiej Ustiugow      | Rosja         | 1:23:58,6 |
| 2.   | Petter Northug         | Norwegia      | +22,7     |
| 3.   | Emil Iversen           | Norwegia      | +1:12,2   |
| 4.   | Alex Harvey            | Kanada        | +2:04,8   |
| 5.   | Martin Johnsrud Sundby | Norwegia      | +2:05,8   |
| ...  |                        |               |           |
| 51.  | Maciej Staręga         | Polska        | +7:54,9   |

| Poz. | Zawodniczka       | Reprezentacja | Punkty |
| ---- | ----------------- | ------------- | ------ |
| 1.   | Siergiej Ustiugow | Rosja         | 162    |
| 2.   | Petter Northug    | Norwegia      | 132    |
| 3.   | Emil Iversen      | Norwegia      | 112    |
| ...  |                   |               |        |
| 11.  | Maciej Staręga    | Polska        | 52     |

### Sprint s. klasycznym
8 marca 2016
 Canmore
| Poz.      | Zawodnik               | Reprezentacja | Czas     |
| --------- | ---------------------- | ------------- | -------- |
| 1.        | Federico Pellegrino    | Włochy        | 3:46,33  |
| 2.        | Eirik Brandsdal        | Norwegia      | +0,54    |
| 3.        | Maurice Manificat      | Francja       | +1,00    |
| 4.        | Martin Johnsrud Sundby | Norwegia      | +2,21    |
| 5.        | Finn Hågen Krogh       | Norwegia      | +32,79   |
| 6.        | Petter Northug         | Norwegia      | +2:15,14 |
| Półfinały |                        |               |          |
| 7.        | Emil Iversen           | Norwegia      | –        |
| 8.        | Teodor Peterson        | Szwecja       | –        |
| 9.        | Siergiej Ustiugow      | Rosja         | –        |
| 10.       | Oskar Svensson         | Szwecja       | –        |
| 11.       | Len Väljas             | Kanada        | –        |
| 12.       | Andriej Łarkow         | Rosja         | –        |
| ...       |                        |               |          |
| 30.       | Maciej Staręga         | Polska        | –        |

| Poz. | Zawodnik               | Reprezentacja | Czas      |
| ---- | ---------------------- | ------------- | --------- |
| 1.   | Siergiej Ustiugow      | Rosja         | 1:26:43,9 |
| 2.   | Petter Northug         | Norwegia      | +19,5     |
| 3.   | Emil Iversen           | Norwegia      | +1:10,1   |
| 4.   | Martin Johnsrud Sundby | Norwegia      | +1:55,3   |
| 5.   | Alex Harvey            | Kanada        | +2:36,2   |
| ...  |                        |               |           |
| 50.  | Maciej Staręga         | Polska        | +8:40,6   |

| Poz. | Zawodniczka       | Reprezentacja | Punkty |
| ---- | ----------------- | ------------- | ------ |
| 1.   | Siergiej Ustiugow | Rosja         | 198    |
| 2.   | Petter Northug    | Norwegia      | 174    |
| 3.   | Emil Iversen      | Norwegia      | 152    |
| ...  |                   |               |        |
| 16.  | Maciej Staręga    | Polska        | 53     |

### 30 km bieg łączony
9 marca 2016
 Canmore
| Poz. | Zawodnik                 | Reprezentacja | Czas      |
| ---- | ------------------------ | ------------- | --------- |
| 1.   | Martin Johnsrud Sundby   | Norwegia      | 1:16:29,7 |
| 2.   | Siergiej Ustiugow        | Rosja         | +2,8      |
| 3.   | Matti Heikkinen          | Finlandia     | +3,7      |
| 4.   | Finn Hågen Krogh         | Norwegia      | +5,0      |
| 5.   | Didrik Tønseth           | Norwegia      | +7,1      |
| 6.   | Hans Christer Holund     | Norwegia      | +7,4      |
| 7.   | Alex Harvey              | Kanada        | +7,6      |
| 8.   | Maurice Manificat        | Francja       | +10,0     |
| 9.   | Aleksandr Biessmiertnych | Rosja         | +13,1     |
| 10.  | Ivan Babikov             | Kanada        | +16,9     |
| ...  |                          |               |           |
| –    | Maciej Staręga           | Polska        | LPD       |

| Poz. | Zawodnik               | Reprezentacja | Czas      |
| ---- | ---------------------- | ------------- | --------- |
| 1.   | Siergiej Ustiugow      | Rosja         | 2:42:52,4 |
| 2.   | Petter Northug         | Norwegia      | +47,3     |
| 3.   | Martin Johnsrud Sundby | Norwegia      | +1:04,5   |
| 4.   | Alex Harvey            | Kanada        | +2:51,0   |
| 5.   | Emil Iversen           | Norwegia      | +2:53,1   |

| Poz. | Zawodniczka            | Reprezentacja | Punkty |
| ---- | ---------------------- | ------------- | ------ |
| 1.   | Siergiej Ustiugow      | Rosja         | 222    |
| 2.   | Petter Northug         | Norwegia      | 185    |
| 3.   | Martin Johnsrud Sundby | Norwegia      | 161    |

### 15 km s. dowolnym
11 marca 2016
 Canmore
| Poz. | Zawodnik               | Reprezentacja | Czas    |
| ---- | ---------------------- | ------------- | ------- |
| 1.   | Matti Heikkinen        | Finlandia     | 35:16,3 |
| 2.   | Jewgienij Biełow       | Rosja         | +13,6   |
| 3.   | Marcus Hellner         | Szwecja       | +13,9   |
| 4.   | Alex Harvey            | Kanada        | +21,7   |
| 5.   | Robin Duvillard        | Francja       | +28,8   |
| 6.   | Martin Johnsrud Sundby | Norwegia      | +37,5   |
| 7.   | Finn Hågen Krogh       | Norwegia      | +37,6   |
| 8.   | Petter Northug         | Norwegia      | +47,4   |
| 9.   | Hans Christer Holund   | Norwegia      | +57,9   |
| 10.  | Ivan Babikov           | Kanada        | +1:00,2 |

| Poz. | Zawodnik               | Reprezentacja | Czas      |
| ---- | ---------------------- | ------------- | --------- |
| 1.   | Siergiej Ustiugow      | Rosja         | 3:19:11,1 |
| 2.   | Petter Northug         | Norwegia      | +32,3     |
| 3.   | Martin Johnsrud Sundby | Norwegia      | +39,6     |
| 4.   | Alex Harvey            | Kanada        | +2:10,3   |
| 5.   | Finn Hågen Krogh       | Norwegia      | +3:29,0   |

| Poz. | Zawodniczka            | Reprezentacja | Punkty |
| ---- | ---------------------- | ------------- | ------ |
| 1.   | Siergiej Ustiugow      | Rosja         | 222    |
| 2.   | Petter Northug         | Norwegia      | 185    |
| 3.   | Martin Johnsrud Sundby | Norwegia      | 161    |

### 15 km s. klasycznym (bieg pościgowy)
12 marca 2016
 Canmore
| Poz. | Zawodnik                 | Reprezentacja | Czas    |
| ---- | ------------------------ | ------------- | ------- |
| 1.   | Maurice Manificat        | Francja       | 45:54,6 |
| 2.   | Matti Heikkinen          | Finlandia     | +10,6   |
| 3.   | Martin Johnsrud Sundby   | Norwegia      | +49,9   |
| 4.   | Aleksandr Biessmiertnych | Rosja         | +58,8   |
| 5.   | Aleksiej Połtoranin      | Kazachstan    | +59,8   |
| 6.   | Jewgienij Biełow         | Rosja         | +1:01,0 |
| 7.   | Maksim Wylegżanin        | Rosja         | +1:04,4 |
| 8.   | Jonas Baumann            | Szwajcaria    | +1:05,8 |
| 9.   | Jean-Marc Gaillard       | Francja       | +1:06,1 |
| 10.  | Lari Lehtonen            | Finlandia     | +1:13,6 |

| Poz. | Zawodnik               | Reprezentacja | Czas      |
| ---- | ---------------------- | ------------- | --------- |
| 1.   | Martin Johnsrud Sundby | Norwegia      | 4:06:35,2 |
| 2.   | Siergiej Ustiugow      | Rosja         | +57,7     |
| 3.   | Petter Northug         | Norwegia      | +1:52,5   |
| 4.   | Maurice Manificat      | Francja       | +2:18,4   |
| 5.   | Alex Harvey            | Kanada        | +2:53,9   |

| Poz. | Zawodniczka            | Reprezentacja | Punkty |
| ---- | ---------------------- | ------------- | ------ |
| 1.   | Siergiej Ustiugow      | Rosja         | 222    |
| 2.   | Petter Northug         | Norwegia      | 185    |
| 3.   | Martin Johnsrud Sundby | Norwegia      | 161    |

### Nie ukończyli

#### Niewystartowanie w etapie
- Peeter Kümmel – I etap
- Curdin Perl – I etap
- Anders Gløersen – II etap
- Ola Vigen Hattestad – VI etap
- Andrew Young – VI etap
- Simon Lapointe – VI etap
- Andreas Katz – VII etap
- Raido Ränkel – VII etap
- Andy Shields – VII etap
- Niklas Dyrhaug – VII etap
- Didrik Tønseth – VIII etap
- Len Väljas – VIII etap

#### Rezygnacje
- Aleksandr Legkow – po V etapie
- Simeon Hamilton – po V etapie
- Matias Strandvall – po V etapie
- Anssi Pentsinen – po V etapie
- Jovian Hediger – po V etapie
- Jesse Cockney – po V etapie
- Dakota Blackhorse-von Jess – po V etapie
- Andrew Newell – po V etapie
- Knute Johnsgaard – po VI etapie
- Patrick Stewart-Jones – po VI etapie

#### Nieukończenie etapu
- Martti Jylhä – nie ukończył VI etapu
- Dominik Baldauf – nie ukończył VI etapu

#### Zdublowanie
- Siim Sellis – na II etapie
- Martin Møller – na VI etapie
- Eric Packer – na VI etapie
- Reese Hanneman – na VI etapie
- Brian Gregg – na VI etapie
- Philip Bellingham – na VI etapie
- Bob Thomspon – na VI etapie
- Callum Watson – na VI etapie
- Maciej Staręga – na VI etapie
- Renaud Jay – na VI etapie

#### Przekroczenie limitu czasu
- Mark Rajack – na I etapie
- Paul Kovacs – na V etapie
- Matthew Edward Liebsch – na V etapie